# Hån (Östmarks socken, Värmland)
Hån är en sjö i Torsby kommun i Värmland och ingår i Göta älvs huvudavrinningsområde. Sjön har en area på 0,191 kvadratkilometer och ligger 87,4 meter över havet.

## Delavrinningsområde
Hån ingår i det delavrinningsområde (668305-133657) som SMHI kallar för Utloppet av Hån. Medelhöjden är 91 meter över havet och ytan är 0,64 kvadratkilometer. Räknas de 35 avrinningsområdena uppströms in blir den ackumulerade arean 685,18 kvadratkilometer. Röjdan som avvattnar avrinningsområdet har biflödesordning 3, vilket innebär att vattnet flödar genom totalt 3 vattendrag innan det når havet efter 371 kilometer. Avrinningsområdet består mestadels av skog (22 procent), öppen mark (22 procent) och sankmarker (20 procent). Avrinningsområdet har 0,19 kvadratkilometer vattenytor vilket ger det en sjöprocent på 29,1 procent.